# いな☆こい! 〜お稲荷さまとモテモテのたたり〜
『いな☆こい! 〜お稲荷さまとモテモテのたたり〜』（いなこい おいなりさまともてもてのたたり）は2006年9月29日にWhirlpool（ワールプール）より発売された、18歳未満購入禁止（18禁）のパソコンゲーム（アダルトゲーム）ソフト。
2007年5月25日には6編のアフターエピソード、クイズゲーム『いな☆Qui!』、アクセサリー集、BGMアレンジサントラが収録された『いな☆こい! ファンディスク』が発売した。

## 概要
Whirlpoolブランドの第1作目となる恋愛アドベンチャーゲームであり、攻略対象となるヒロイン数は4人。一話完結の全7章構成で、各章ごとに必ずヒロインの誰かとのHシーンが収録されている。ストーリーの特徴として前半はコミカルだが、後半からシリアスな展開に変わっていくことが挙げられる。
通常予約特典としてサウンドトラックが、また販売店別オリジナル予約特典としてソフマップでは『団子ハンター伝説千尋』、メッセサンオーでは『緋伊奈の家の怪しい果実』という異なる2種のドラマCDも付属されていた。ファンディスクでも予約特典として主題歌『おんなの子は恋の神様』のオリジナルマキシシングルが、ソフマップとメッセサンオーで『おっぱい保存の法則』『無人島漂流記』というドラマCDが付属された。
エンディングは4人のヒロインそれぞれにハッピーエンドとバッドエンドが1つずつ、およびどのヒロインとも関わらないノーマルエンドが1つ、計9つである。

## あらすじ
蓮見市に暮らす少年・卓也は元気な幼馴染の千尋や優しい先輩の緋伊奈と共に、ごく普通の学園生活を送っていた。ある日彼は学校から帰る途中、何気なく立ち寄った稲荷神社に団子の供え物をする。するとその夜、卓也は夢の中で不思議な少女・睦月と出会った。神の世界に暮らす「狐神」であると名乗る睦月は卓也のことが好きになってしまったのだという。どうせ夢の中の話だろうと思い、その場の勢いで睦月の告白を受けた卓也。しかし明くる朝、卓也が目を覚ましてみると横には寝息を立てて眠っている睦月の姿が……。
突然押しかけてきた睦月の扱いに困惑する卓也。千尋にはこのことを内緒にしておこうとするがあっさりと見つかってしまう。なんだかんだで睦月を家に置いておくことになった卓也であるが、その後彼はさらに厄介な事態に巻き込まれてゆくことになる。何者かが卓也の身に、周りの女の子を発情させHな気持ちにさせる呪い「モテモテのたたり」をかけたというのである。しかもその効果は神族であるはずの睦月にまで及んでいた。

## 登場人物

### メインキャラクター
荒木 卓也（あらき たくや）
声：梅小路ピンポン（ドラマCD）
本編の主人公。幼い頃母親が病に倒れ、神社で何度もお参りをしたにも拘らず助からなかったことから神を信じられなくなっている。父親が貿易の仕事の都合上家に居らず、一人暮らしをしているため料理や掃除などの家事は一通りこなすことができる。

神代 睦月（かみしろ むつき）
声：木村あやか
身長：162cm。3サイズ：85/57/83。テーマ曲「自然に自由に奔放に」
卓也に好意を抱き、神界からやってきた金色の耳と尻尾を持つ狐神（きつねがみ）の少女。神界でも特に身分の高い家柄の出身で、神族の使う術「神通力」の扱いは得意だが、料理など家事の類は全くできない。明るくはつらつとした性格。人間界のことを勉強するため卓也の学校に転校する。

三堂 千尋（みどう ちひろ）
声：みすみ
身長：159cm。3サイズ：79/55/77。テーマ曲「陽射しを掴んで」
卓也の幼馴染で通っている学園では同じクラス。活発でおせっかい焼きな性格な上、やや口うるさく乱暴であり卓也に鉄拳や蹴りを食らわせることも多い。自宅は神社でたまに巫女の仕事を手伝っている。餅や団子が大好きで学園で勝手に「団子部」を作ってしまった。

九条 緋伊奈（くじょう ひいな）
声：三咲里奈
身長：166cm。3サイズ：95/58/88。テーマ曲「マイペースでいこう」
卓也や千尋と仲の良い学園の先輩。卓也たちが暮らす蓮見市一の名家「九条財閥」の令嬢であるが、自立のため一人暮らしをしている。優しく親しみやすい性格でお嬢様であることを自慢したりはせず、千尋の団子部にも入っている。毎日牛乳を飲んでいるためか、かなりスタイルがよい。目を閉じることによって人の未来を占うことができ、その適中率はほぼ100%。

春日 更紗（はるひ さらさ）
声：みる
身長：150cm。3サイズ：71/50/69。テーマ曲「かわいい足音」
神界に暮らす狗神（いぬがみ）の少女で睦月とは古くからの知り合い同士。睦月のように神通力の力は強くないが料理などの家事は得意としている。体が小さい上、気も小さく人前に出るとすぐにあがってしまう。とある理由から父親に命じられ人間界に赴き、卓也の学園の下級生となる。ゲーム本編では第2章から登場。

### サブキャラクター
八神 喜重郎（やがみ きじゅうろう）
声：月黒斗夜
神界で睦月の侍従を務めていた狐神の青年。睦月と同時に卓也のクラスに転入してくる。ハンサムにして気が利き、礼儀正しい性格で神通力も得意であるため、卓也たちの心強い味方となる。

魁羅（かいら）
声：黒木大
更紗の父親にして、神界における狗神の代表格。顔に傷のあるヤクザ風の男で、大食漢にして大酒呑み。ケンカが強い上に頭の回転も速い。

葛葉（くずは）
声：咲良さく
睦月の母親。銀色の耳と尾を持つ狐神で、位が高く神通力は強大。魁羅とは共によく酒を呑む仲。何か意図があるのか、睦月が人間界に下りたことを黙認している。

## 制作スタッフ
- 原画 - てんまそ、ペテン師（SDキャラ）
- シナリオ - 雨根初居、ゆげちまる、尾之上咲太（ファンディスク）
- BGM - ピクセルビー
- 主題歌
  - オープニングテーマ『Spiritual love』
  - エンディングテーマ『ずっともっと恋したい』
  - ファンディスクテーマソング『おんなの子は恋の神様』
    - 作詞・ボーカル - 真優
    - 作曲 - 来兎
    - プロデュース - OdiakeS
- ムービー - 癸乙夜（Mju:z）
- 制作 - Whirlpool

## 関連商品
- 2006年12月15日発売 原画集『いな☆こい! 〜お稲荷さまとモテモテのたたり〜 ビジュアル・ガイドブック』 ジャイブ(ISBN 4-86176-235-9)
- 2007年1月25日発売 小説版『いな☆こい! 〜お稲荷さまとモテモテのたたり〜』前薗はるか著 パラダイム(ISBN 978-4-89490-824-6)
- 「コミックマーケット71」ではドラマCD『いな☆こい! 〜お稲荷さまとモロモロのかたり〜』がWhirlpool/すたじお緑茶合同ブースにて販売された。
- 「コミックマーケット73」でもドラマCD『いな☆こい!VS MagusTale ～モテモテの魔法? 魔法使いだって恋したい!～』がWhirlpool/Alchemyブースにて販売。